# نقطة دمعية
نُقطة دَمعِيّة (بالإنجليزية: Lacrimal punctum)‏ هُوَ افتِتاح دَقيقة عَلى قِمَم الحليمات الدمعية، شوهِدَت عَلى حافَة الجفون في الطَّرف الجانِبي لِلبُحَيرة الدَّمعِية. ويوجَد نَوعين مِن النِّقاط الدَّمعية في الجُزء الإنسي (الداخلي) مِن كُل جفن.
تَعمل عَلى جَمع الدُّموع التي تُنتِجُها الغدد الدمعية. يَتِم نَقل السائِل عَن طَريق القَناة الدَّمعية إلى الكيس الدَّمعي، ومِن ثُمَّ إلى القَناة الأنفِية الدَّمعية إلى الصماخ الأنفي السُّفلي لِلمرور الأنفي.

## صور اضافية

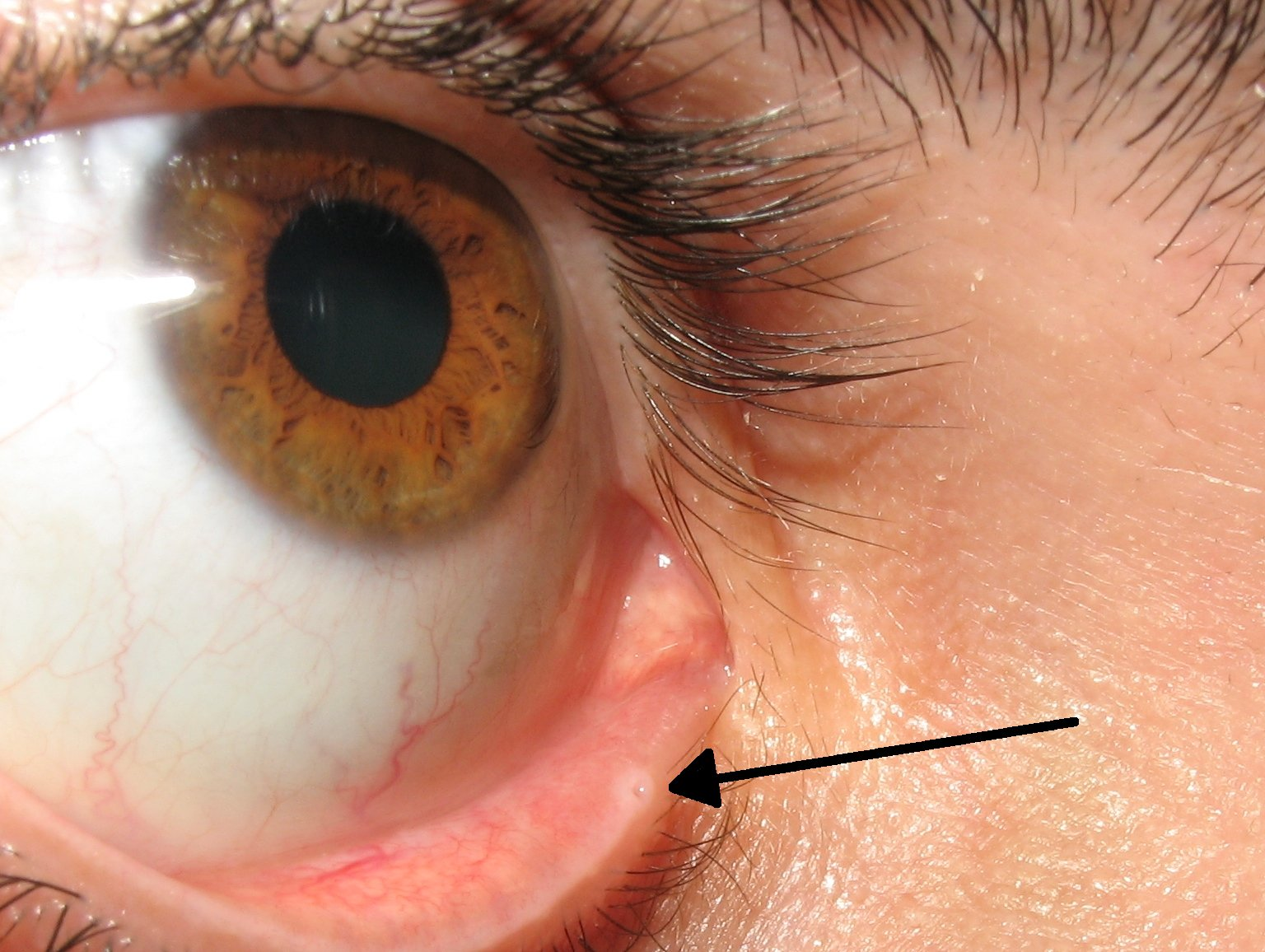
بالقرب من النقطة الدمعية.
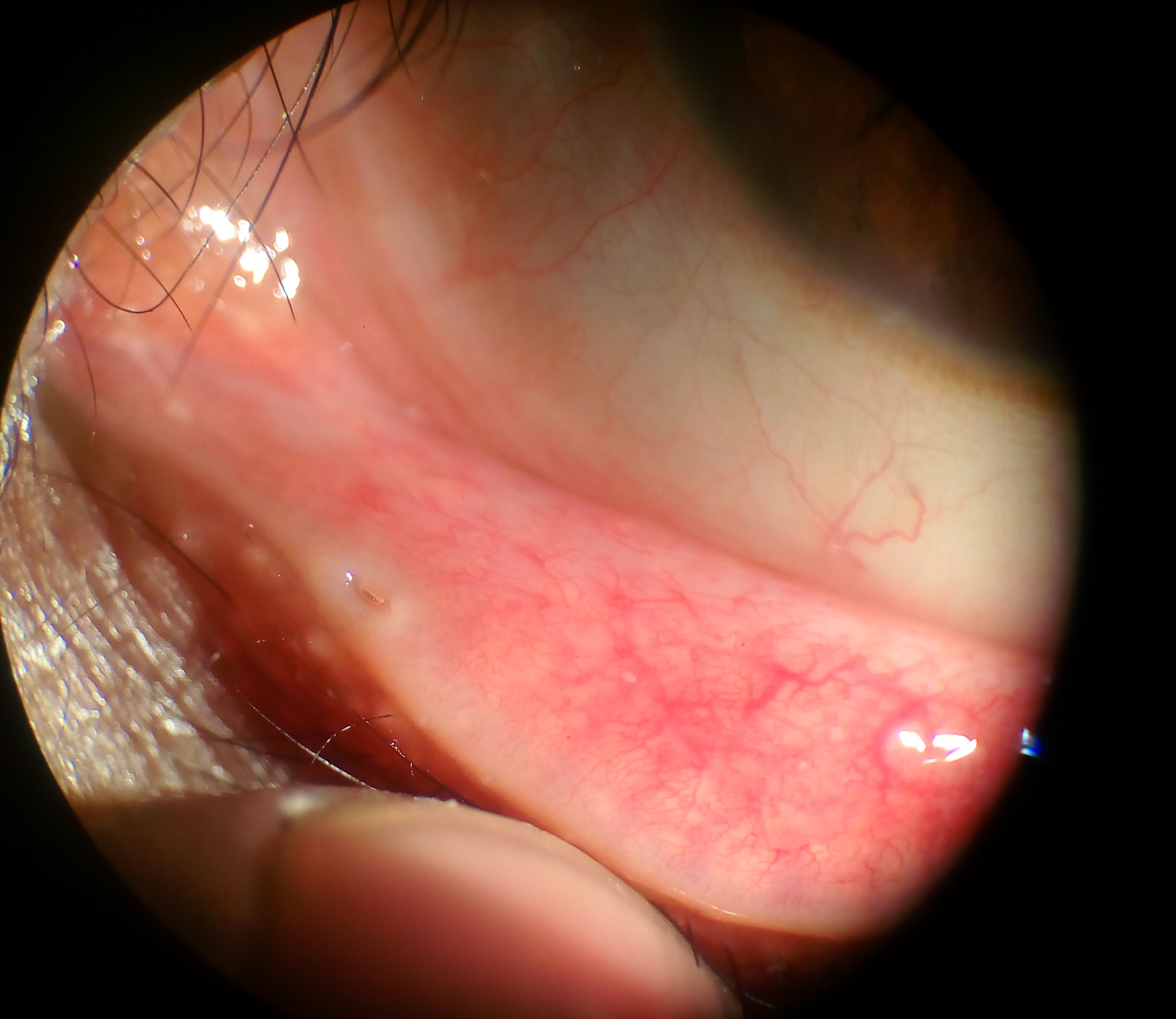
النقطة الدمعية السفلية باستخدام مجهر بيولوجي

## روابط خارجية
- Diagram and discussion at aafp.org